# Lunacy (álbum)
Lunacy é o sétimo álbum de estúdio da banda japonesa de rock Luna Sea, lançado em 12 de julho de 2000 pela Universal Music Group. Com um setlist apenas de músicas do álbum, a banda fez um show no Nippon Budokan em 23 de maio de 2000.

## Faixas
| N.º            | Título                | Duração |  |
| 1.             | "Be Awake"            | 4:04    |  |
| 2.             | "Sweetest Coma Again" | 5:07    |  |
| 3.             | "Gravity"             | 5:37    |  |
| 4.             | "Kiss"                | 6:45    |  |
| 5.             | "4:00 AM"             | 5:33    |  |
| 6.             | "Virgin Mary"         | 9:15    |  |
| 7.             | "White Out"           | 4:04    |  |
| 8.             | "A Vision"            | 4:41    |  |
| 9.             | "Feel"                | 4:38    |  |
| 10.            | "Tonight"             | 3:03    |  |
| 11.            | "Crazy About You"     | 5:34    |  |
| Duração total: | Duração total:        | 58:20   |  |

## Ficha técnica[5]

### Luna Sea
- Ryuichi - vocal principal
- Sugizo - guitarra
- Inoran - guitarra
- J - baixo
- Shinya Yamada - bateria